# VW Tayron

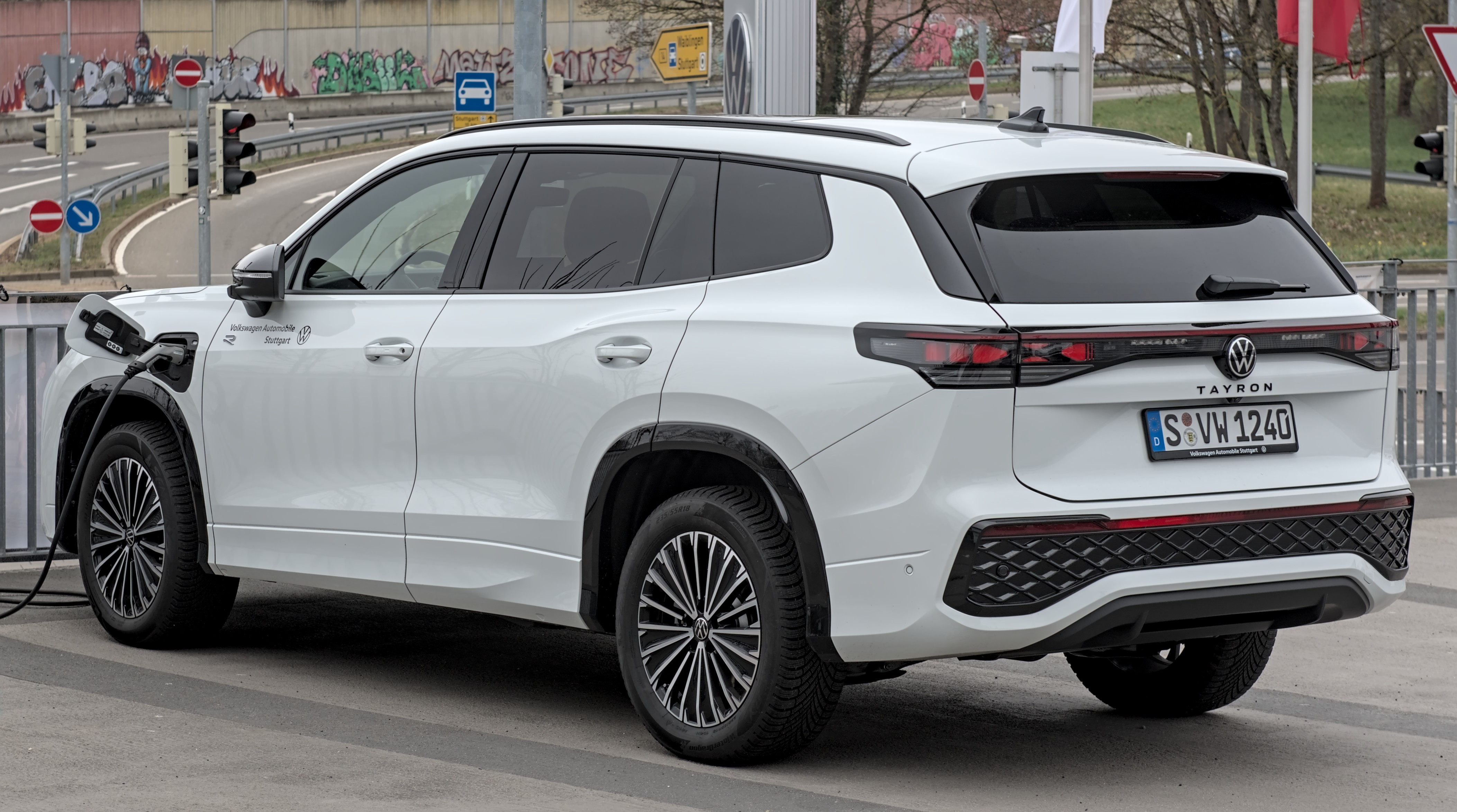
Heckansicht

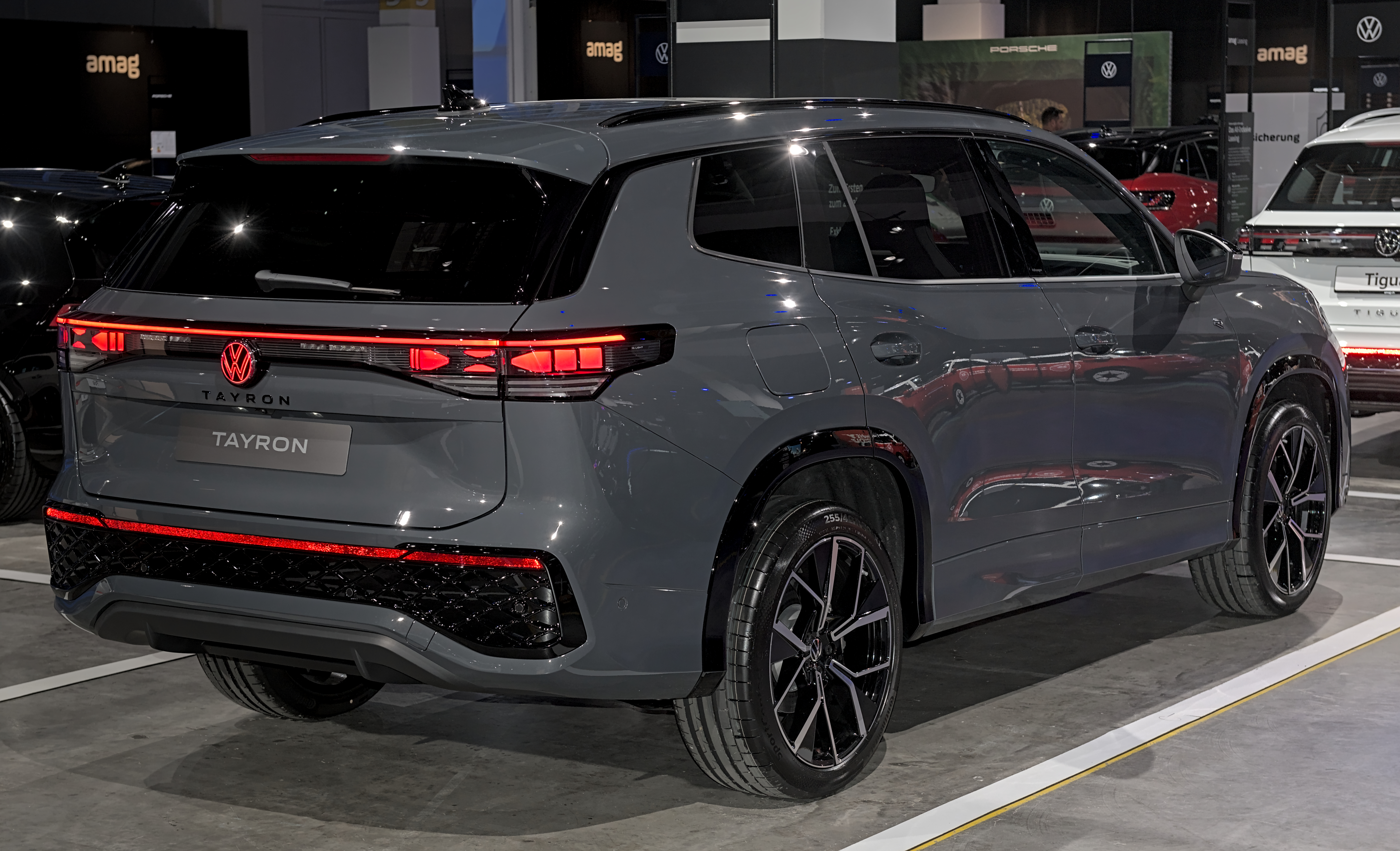
Heckansicht mit beleuchtetem VW-Logo

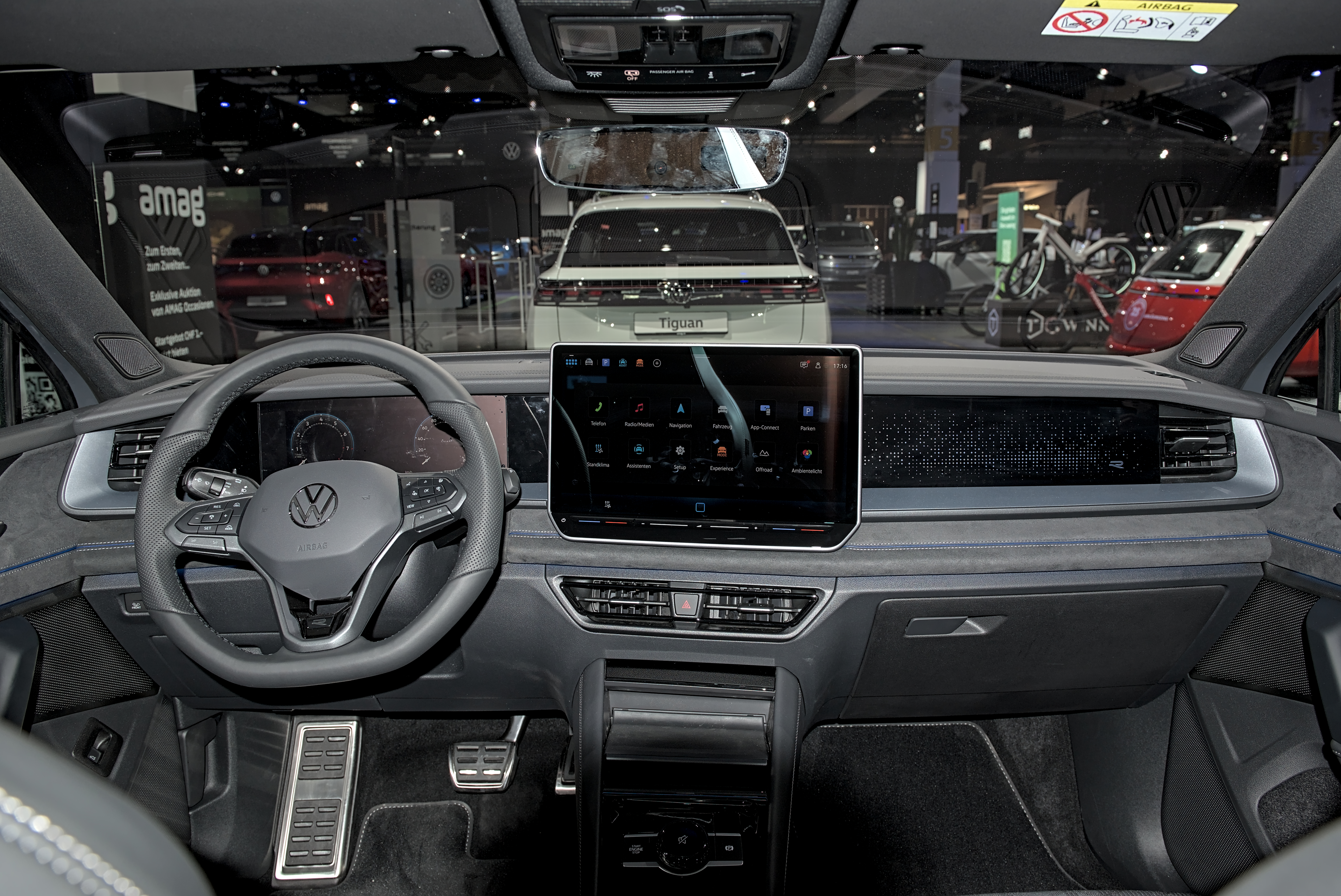
Innenansicht

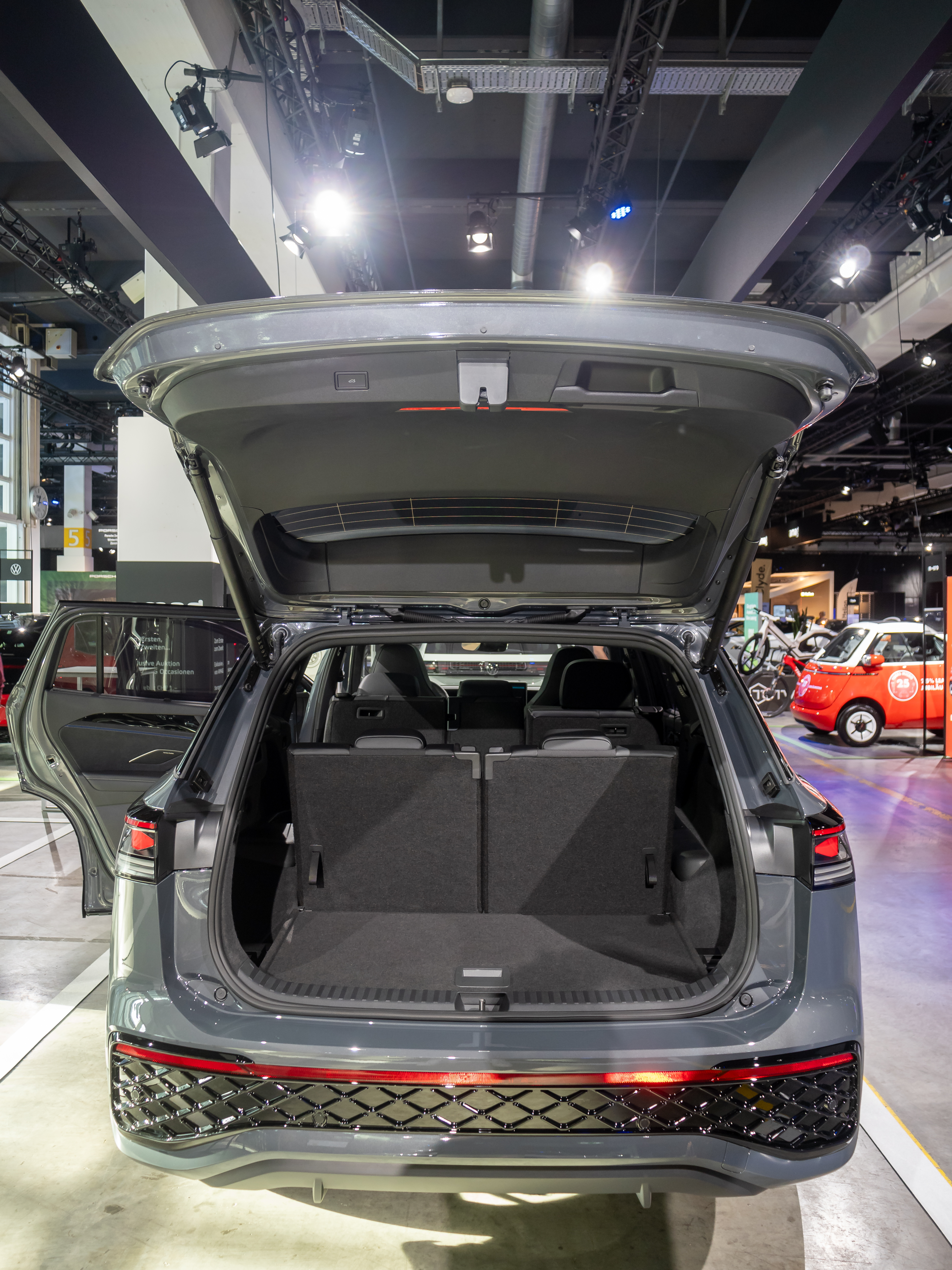
Optionale dritte Sitzreihe

Der VW Tayron ist ein Sport Utility Vehicle des deutschen Automobilherstellers Volkswagen.

## Modelleigenschaften
Das Vorgängermodell des Tayron ist der Tiguan Allspace, der bis 2024 im mexikanischen Puebla bei Volkswagen de México gefertigt wurde und in Nordamerika als VW Tiguan vermarktet wurde. Der Tayron wurde am 9. Oktober 2024 vorgestellt und kam am 7. März 2025 in den Handel. Gefertigt wird das knapp 4,80 Meter lange Fahrzeug im Volkswagenwerk Wolfsburg, wo er die Produktionslinie des ausgelaufenen Seat Tarraco übernimmt. Wie auch der ähnlich große Škoda Kodiaq II basiert er auf der Plattform MQB evo und ist gegen Aufpreis mit einer dritten Sitzreihe verfügbar. Das maximale Kofferraumvolumen wird mit 2090 Liter angegeben. In der europäischen Modellpalette ist der Tayron zwischen Tiguan III und Touareg III positioniert.

## Sicherheit
2025 wurde der Tayron vom Euro NCAP auf die Fahrzeugsicherheit getestet. Er erhielt fünf von fünf möglichen Sternen.

## Technische Daten
Bis auf den 96 kW (130 PS) starken 1,5-Liter-eTSI-Ottomotor sollen die gleichen Antriebe wie im Tiguan III zum Einsatz kommen. Es gibt nur Doppelkupplungsgetriebe. Die Plug-in-Hybride haben einen Akkumulator mit einem Energieinhalt von 19,7 kWh. Er ermöglicht eine elektrische Reichweite von über 100 km.

### Ottomotoren
|                                             | 1.5 eTSI ACT                                         | 2.0 TSI 4Motion                                      | 2.0 TSI 4Motion                                      |
| ------------------------------------------- | ---------------------------------------------------- | ---------------------------------------------------- | ---------------------------------------------------- |
| Bauzeitraum                                 | seit 11/2024                                         | seit 11/2024                                         | seit 11/2024                                         |
| Motorbaureihe                               | VW EA 211 evo2                                       | VW EA888                                             | VW EA888                                             |
| Motortyp, Zylinder/Ventile                  | R4/16-Ottomotor, Turbolader, Direkteinspritzung, OPF | R4/16-Ottomotor, Turbolader, Direkteinspritzung, OPF | R4/16-Ottomotor, Turbolader, Direkteinspritzung, OPF |
| Hubraum                                     | 1498 cm³                                             | 1984 cm³                                             | 1984 cm³                                             |
| max. Leistung bei min−1                     | 110 kW (150 PS) / 5500                               | 150 kW (204 PS) / 5000                               | 195 kW (265 PS) / 5000                               |
| max. Drehmoment bei min−1                   | 250 Nm/1500–3500                                     | 320 Nm/1500–4400                                     | 400 Nm/1650–4350                                     |
| Antriebsart                                 | Vorderradantrieb                                     | Allradantrieb                                        | Allradantrieb                                        |
| Getriebe, serienmäßig                       | 7-Gang-DSG                                           | 7-Gang-DSG                                           | 7-Gang-DSG                                           |
| Leergewicht                                 | 1682 kg                                              | 1782 kg                                              | 1809 kg                                              |
| maximale Zuladung                           | 528 kg                                               | 528 kg                                               | 501 kg                                               |
| Beschleunigung 0–100 km/h                   | 9,4 s                                                | 7,4 s                                                | 6,1 s                                                |
| Höchstgeschwindigkeit                       | 204 km/h                                             | 224 km/h                                             | 240 km/h                                             |
| Kraftstoffverbrauch auf 100 km (kombiniert) | 6,2–6,9 l Super                                      | 7,6–8,3 l Super                                      | 8,6–9,0 l Super                                      |
| CO2-Emission                                | 142–156 g/km                                         | 172–189 g/km                                         | 195–203 g/km                                         |
| Abgasnorm                                   | Euro 6e (EA)                                         | Euro 6e (EA)                                         | Euro 6e (EA)                                         |

### Plug-in-Hybride
|                                               | 1.5 eHybrid                                                           | 1.5 eHybrid                                                           |
| --------------------------------------------- | --------------------------------------------------------------------- | --------------------------------------------------------------------- |
| Bauzeitraum                                   | seit 11/2024                                                          | seit 11/2024                                                          |
| Motorbaureihe                                 | VW EA211 evo 2                                                        | VW EA211 evo 2                                                        |
| Motortyp, Zylinder/Ventile                    | R4/16-Ottomotor, Turbolader, Direkteinspritzung, OPF und Elektromotor | R4/16-Ottomotor, Turbolader, Direkteinspritzung, OPF und Elektromotor |
| Hubraum                                       | 1498 cm³                                                              | 1498 cm³                                                              |
| max. Leistung bei min−1 (Verbrennungsmotor)   | 110 kW (150 PS) / 5500                                                | 130 kW (177 PS) / 5500                                                |
| max. Leistung (Elektromotor)                  | 85 kW (115 PS)                                                        | 85 kW (115 PS)                                                        |
| max. Systemleistung                           | 150 kW (204 PS)                                                       | 200 kW (272 PS)                                                       |
| max. Drehmoment bei min−1 (Verbrennungsmotor) | 250 Nm/1500–4000                                                      | 250 Nm/1500–4000                                                      |
| max. Drehmoment (Elektromotor)                | 330 Nm                                                                | 330 Nm                                                                |
| max. Systemdrehmoment                         | 350 Nm                                                                | 400 Nm                                                                |
| Antriebsart                                   | Vorderradantrieb                                                      | Vorderradantrieb                                                      |
| Getriebe, serienmäßig                         | 6-Gang-DSG                                                            | 6-Gang-DSG                                                            |
| Leergewicht                                   | 1939 kg                                                               | 1948 kg                                                               |
| maximale Zuladung                             | 561 kg                                                                | 552 kg                                                                |
| Beschleunigung 0–100 km/h                     | 8,6 s                                                                 | 7,3 s                                                                 |
| Höchstgeschwindigkeit                         | 210 km/h                                                              | 215 km/h                                                              |
| Kraftstoffverbrauch auf 100 km (kombiniert)   | 0,4–0,5 l Super                                                       | 0,4–0,5 l Super                                                       |
| CO2-Emission                                  | 9–12 g/km                                                             | 10–12 g/km                                                            |
| Abgasnorm                                     | Euro 6e (EA)                                                          | Euro 6e (EA)                                                          |

### Dieselmotoren
|                                             | 2.0 TDI                                                           | 2.0 TDI 4Motion                                                   |
| ------------------------------------------- | ----------------------------------------------------------------- | ----------------------------------------------------------------- |
| Bauzeitraum                                 | seit 11/2024                                                      | seit 11/2024                                                      |
| Motorbaureihe                               | VW EA288 evo                                                      | VW EA288 evo                                                      |
| Motortyp, Zylinder/Ventile                  | R4/16-Dieselmotor, Turbolader, Common-Rail-Einspritzung, DPF, SCR | R4/16-Dieselmotor, Turbolader, Common-Rail-Einspritzung, DPF, SCR |
| Hubraum                                     | 1968 cm³                                                          | 1968 cm³                                                          |
| max. Leistung bei min−1                     | 110 kW (150 PS) / 3000                                            | 142 kW (193 PS) / 3400                                            |
| max. Drehmoment bei min−1                   | 360 Nm/1600–2750                                                  | 400 Nm/1750–3250                                                  |
| Antriebsart                                 | Vorderradantrieb                                                  | Allradantrieb                                                     |
| Getriebe, serienmäßig                       | 7-Gang-DSG                                                        | 7-Gang-DSG                                                        |
| Leergewicht                                 | 1771 kg                                                           | 1824 kg                                                           |
| maximale Zuladung                           | 489 kg                                                            | 566 kg                                                            |
| Beschleunigung 0–100 km/h                   | 9,7 s                                                             | 8,0 s                                                             |
| Höchstgeschwindigkeit                       | 207 km/h                                                          | 221 km/h                                                          |
| Kraftstoffverbrauch auf 100 km (kombiniert) | 5,4–6,0 l Diesel                                                  | 6,1–6,8 l Diesel                                                  |
| CO2-Emission                                | 141–158 g/km                                                      | 162–180 g/km                                                      |
| Abgasnorm                                   | Euro 6e (EA)                                                      | Euro 6e (EA)                                                      |

## Zulassungszahlen in Deutschland
Im ersten Verkaufsjahr 2024 sind in Deutschland 30 VW Tayron neu zugelassen worden.
| 7 \| \| |
|         |

|  |

| 13 \| \| |
|          |

|  |

| 10 \| \| |
|          |

|  |

| 7 \| \| |
|         |

|  |

| 13 \| \| |
|          |

|  |

| 10 \| \| |
|          |

|  |

| 7 \| \| |
|         |

|  |

| 13 \| \| |
|          |

|  |

| 10 \| \| |
|          |

|  |

| 7 \| \| |
|         |

|  |

| 13 \| \| |
|          |

|  |

| 10 \| \| |
|          |

|  |

| 7 \| \| |
|         |

|  |

| 13 \| \| |
|          |

|  |

| 10 \| \| |
|          |

|  |

| 7 \| \| |
|         |

|  |

| 13 \| \| |
|          |

|  |

| 10 \| \| |
|          |

|  |

| 7 \| \| |
|         |

|  |

| 13 \| \| |
|          |

|  |

| 10 \| \| |
|          |

|  |

| 7 \| \| |
|         |

|  |

| 13 \| \| |
|          |

|  |

| 10 \| \| |
|          |

|  |

|  | Benziner |

|  | Benziner |

|  | Diesel |

|  | Diesel |

|  | Benzin-PHEV |

|  | Benzin-PHEV |